# Šempeter v Savinjski dolini
Šempeter v Savinjski dolini je strnjeno naselje ob robu mesta Žalec v osrčju Savinjske doline. Šteje okoli 2000 prebivalcev. Je urbanizirano naselje in ima strojno ter kemično industrijo manjšega obsega. Skozi kraj teče reka Savinja, ki je v začetku našega štetja tekla tik pod naseljem kasneje pa je tok prestavila skoraj 2 km stran. Savinjska vasica je povezana z regionalno cesto Celje—Ljubljana. Tu je že v starih rimskih časih potekala pomembna rimska cesta med Emono in Celeio. Danes čez krajevno skupnost poteka železniška povezava med rudarskim in industrijskim središčem Velenjem in največjim mestom v savinjski dolini — Celjem. Verjetno je najpomembnejša prometna povezava avtocesta, ki povezuje severozahodno in jugozahodno Slovenijo.

## Zgodovina
Že v bronasti dobi je skozi dolino vodila jantarska pot iz Baltika v Italijo. Pozneje je skozi Šempeter vodila rimska cesta, katere ostanki so na vzhodni strani vasi vidni še danes. Tam je ohranjena rimska cesta, ob kateri so obnovljeni tlorisi grobnic in manjših grobov. V središču Šempetra je arheološki park Rimska nekropola, v katerem so vidne najlepše rimske grobnice v Sloveniji. Rimljani so imeli navado pokopavati mrtve ob cestah zunaj utrjenih mest. Grobnice v Šempetru predstavljajo ostanke celjske mestne elite. Grobišče so naključno odkrili 1952 pri kopanju gramoza. Del grobišča je okoli leta 166 n. št. spodkopala Savinja in nato s peskom prekrila grobnice in nagrobnike. Prva izkopavanja so potekala v letih 1952—1956.
Dokončana pa so bila v letih 1964–67. Po končanih izkopavanjih so našteli čez 600 arheološko pomembnih predmetov in preko 100 grobnic družin, katerih člani so v bližnjem Celju opravljali pomembne službe. Najbolj impresivne so grobnice izklesane iz pohorskega marmorja. Največja grobnica, je grobnica družine Spektacijev in meri v višino 8,25 m.
Cerkev svetega Petra so v 2. polovici 18. stoletja preuredili v baročnem slogu. Dragocen je predvsem kip Device Marije z začetka 14. stoletja. V cerkvi so Brollove freske.
V preteklosti, so v razvoju prometa pomembno vlogo odigrali tudi furmani. S to dejavnostjo so se ukvarjali predvsem kmetje. Šempeter je služil kot nekakšno počivališče saj so pri gostiščih in pri poštnem objektu prepregali konje ter se okrepčali za nadaljnje potovanje. Poslopje stare pošte je še ohranjeno.
Kot povsod drugod, se je tudi v Šempetru ustanovila šola. Začetki pouka segajo v konec 18. stoletja, ko je Marija Terezija uvedla reforme. Najstarejše šolsko poslopje so zgradili leta 1818. Šola je stala severno od cerkve ob glavni cesti in je bila enonadstropna. Takrat ni bilo veliko šoloobveznih otrok, tako da je bilo to dovolj. Pozimi je bilo v učilnici zelo vlažno. Kmalu so šolo razširili še za eno učilnico, saj se je število otrok večalo. Pouk se je začenjal ob 9.00 in trajal do 12.00, nato se je nadaljeval popoldne od 13.00 do 16.00 Ena šolska ura je trajala kar 60 min.
Začetki lokalne samouprave v Šempetru segajo v sredino 19. stoletja, ko prvič postane samostojna upravna enota kot občina, s takratnim imenom Sveti Peter ob Savinji. Vključevala je naslednje kraje: Dobrteša vas, Sveti Peter, Spodnje Roje, Zgornje Roje, Podlog, Zalog, Spodnje Grušovlje in Zgornje Grušovlje. Leta 1941 je bila občina Sveti Peter ukinjena, saj jo je nemški okupator priključil občini Žalec.

## Šempeter danes
Današnji Šempeter je samostojna krajevna skupnost, ki jo tvorijo naslednje vasi: Južno, v smeri reke Savinje ležijo Zgornje in Spodnje Roje, na severu pa so še naselja Podlog, Zgornje in Spodnje Grušovlje, Zalog in Kale. Danes v je v Šempetru več podjetij, med katerimi je največji SIP, AERO in več manjših podjetij. Dobro živijo tudi znani gostinski lokali, kot je Salsa in Nekropolis. Danes ob Šempetru potekajo pomembne prometne povezave. Čez krajevno skupnost poteka železniška povezava med rudarskim in industrijskim središčem Velenjem in največjim mestom v Celjski kotlini (Savinjski dolina je kulturni pojem vzhodno od Žalca proti Zgornji Savinjski dolini, ki je dolina nad Celjsko kotlino) – Celjem. Verjetno najpomembnejša prometna povezava je avtocesta, ki povezuje severovzhodno in jugozahodno Slovenijo.

## Župnijski urad Sv. Peter
Šempeter je samostojna fara s cerkvijo svetega Petra. Župnija je najverjetnje nastala že pred letom 1256. Od leta 1783 je župinja samostojna.
Cerkev je romanksa. V obdobju gotike so ji prizidali zvonik, v drugi polovici 18. stoletja pa so jo barokizirali in ji prizidali roženvensko kapelo. V cerkvi je kip Marije, ki izhaja iz prve polovice 14. stoletja. Cerkev so dodatno pozidali še leta 1767 in leta 1880, ko sta bili prizidani dve kapeli. Cerkev so dokončali leta 1913, ko je bila narejena zadnja sprememba. Takrat so namreč dozidali zakrstija in podaljšali prezbiterij.

## Turistične znamenitosti

### Jama Pekel
Jama Pekel leži pet kilometrov iz Šempetra. Sodi med kraške jame. Stara je več kot 3 milijone let. Je ena izmed največjih kraških jam na štajerskem, urejena za turiste. Kanček domišljije nad vhodom v jamo razkrije podobo hudiča. Pozimi, ko je zunanja temperatura nižja od temperature v jami, se iz vhoda včasih kadi. Zato so se ljudje v preteklosti jame bali in ji nadeli ime jama Pekel. Jamo je izdobel potok Ponikvica, ki pred jamo ponikne, in iz nje pa priteče kot Peklenščica. Jama je dolga 1159 metrov. V njej lahko najdemo različne živalske in rastlinske vrste. Tako v jami živijo pajki, polžki, raki. Od rastlin pa lahko najdemo alge, mahove, lišaje.

### Rimska nekropola
Rimska nekropola spada med najpomembnejše arheološke spomenike v Sloveniji. Leži v središču Šempetra in je lepo urejena in dostopna. Rimska nekropola je grobišče starih Rimljanov. Rimsko nekropolo so odkrili po naključju leta 1952. Dokončno so jo odkopali leta 1956 in leta 1960 je bil park odprt. Odkopanih je bilo več kot 100 grobov; le-ti so bogato okrašeni z reliefi.